# Graphics Device Interface
GDI, ou Graphics Device Interface, é um dos três subsistemas principais do Microsoft Windows. É um padrão desse sistema operacional para representar objectos gráficos e transmiti-los para dispositivos de saída, como monitores e impressoras.

## História da versão
A revista BYTE em dezembro de 1983 discutiu os planos da Microsoft para um sistema de gráficos de saída para ambas as impressoras e monitores com o mesmo código no lançamento da primeira versão do Windows.

### Windows XP
GDI+ está incluído em todas as versões do Windows a partir do Windows XP. A biblioteca dinâmica GDI+  também pode ser fornecida com uma aplicação e usada em versões mais antigas do Windows a partir do Windows 98 e Windows NT 4.0 em diante.
Devido aos recursos adicionais de independência de processamento e resolução de texto em GDI +, a renderização de texto é realizada pela CPU e é quase uma ordem de magnitude mais lenta do que em hardware GDI acelerado.

### Windows Vista
No Windows Vista, todos os aplicativos do Windows, incluindo os aplicativos GDI e GDI+ são executados no novo motor de composição Desktop Window Manager que é construído em cima do Windows Display Driver Model. O caminho de renderização do GDI é redirecionado através do DWM  e o GDI não é mais movido pelo driver da placa de vídeo.